# Kera (Sprache)
Das Kera, Selbstbezeichnung kéérá, ist eine in der Region südlich der Stadt Fianga im Südwesten des Tschad gesprochene Sprache. Es gehört zur Familie der Tschadischen Sprachen und dort zur Untergruppe der osttschadischen Sprachen. Die Sprecherzahl wird unterschiedlich angegeben, so als 15.000 oder als 50.500.

## Lautsystem

### Konsonanten
Das Kera unterscheidet folgende Konsonanten:
|                      | Labiale | Dentale | Palatale | Velare | Glottale |
| -------------------- | ------- | ------- | -------- | ------ | -------- |
| stimmlose Plosive    | p       | t       | c        | k      | (ʔ)      |
| stimmhafte Plosive   | b       | d       | j        | g      |          |
| Implosive            | ɓ       | ɗ       |          |        |          |
| stimmlose Frikative  | f       | s       |          |        | h        |
| stimmhafte Frikative | v       | z       |          |        |          |
| Nasale               | m       | n       |          | ŋ      |          |

Dazu kommen die Sonoranten r, l, w und y.
Der phonemische Status von ʔ ist zweifelhaft.
Eine Opposition stimmlos vs. stimmhaft (z. B. t vs. d) besteht vor allem im Wortanlaut. Im Wortinnern findet man kaum Minimalpaare, wohl aber solche zwischen nicht-implosiven und implosiven Konsonanten (z. B. ɗ).
Worte enden gewöhnlich auf Vokal, Sonorant oder Nasal. Andere Konsonanten am Wortende findet man nur in Ideophonen (lautmalerischen Wörtern).

### Vokale
Das Kera besitzt sechs Vokale, die sich in einer 2 × 3-Matrix darstellen lassen:
| offen       | e | a | o |
| geschlossen | i | ə | u |

Die Vokale kommen auch lang vor, jedoch nur in offener Silbe. In sehr wenigen Wörtern sind auch nasalierte Vokale belegt.
Es besteht eine Tendenz zu einer Form von Vokalharmonie, wonach ein Wort entweder nur offene oder nur geschlossene Vokale enthält. Dies spielt eine besondere Rolle im Verbalsystem, wo typischerweise entweder das Anfügen von Suffixen den Stammvokal verändert oder Suffixe in zwei je nach Stammvokal auszuwählenden Varianten zur Verfügung stehen, so dass die Vokalharmonie erfüllt wird. Die Sprache besitzt jedoch auch eine Reihe von Wörtern, vor allem Substantiven, die sich der Vokalharmonie nicht fügen.
Außerdem begegnen einem folgende Vokalregeln an verschiedenen Stellen der Grammatik, worauf unten gegebenenfalls wieder hingewiesen wird:
- Vor i/u der Folgesilbe wird zugrundeliegendes a zu ə (wegen der Vokalharmonie), und zugrundeliegendes ə zu i oder u.
- Vor a der Folgesilbe wird ein a zu ə, falls es in offener Silbe steht.

### Ton
Das Kera ist eine Tonsprache mit drei Registern: hoch (á), mittel (ā), tief (à). In selteneren Fällen kommen auch Bewegungstöne vor: steigend (ǎ), fallend (â). Diese sind in der Regel erkennbar durch den Ausfall eines Vokals entstanden, dessen Ton sich auf die vorangehende Silbe überträgt. Der Ton spielt vor allem zur Unterscheidung grammatischer Formen eine wichtige Rolle.

### Vorhersagbarkeit des Tons
Der Ton ist im Kera bis zu einem gewissen Grad aus den Konsonanten vorhersagbar, jedoch nicht vollständig, so dass die drei Töne als phonemisch angesehen werden müssen. Folgende Tendenzen lassen sich erkennen:
- Der Mittelton kann als Default gelten.
- Manche Silben haben einen inhärenten Hochton. Dies betrifft Endsilben und grammatische Suffixe viel häufiger als Wortstämme. Die Anfügung eines hochtonigen Suffixes kann einen vorangehenden Mittelton in einen Hochton verwandeln.
- Wenn ein Wort mit einem stimmhaften Plosiv oder Frikativ beginnt (vor allem b, d, j, g, v, z; eingeschränkt und weniger vorhersagbar auch f, s, h), wird mindestens die erste Silbe, oft aber auch der Rest des Wortes, tieftonig. Zumindest bei Verben ist erkennbar, dass der Tiefton sich solange nach rechts fortpflanzt, wie die Silben nur durch einfache Sonoranten (Laute wie m, n, r, l) getrennt stehen; dagegen wird die Fortpflanzung des Tieftons durch stimmlose oder glottale Konsonanten und durch Konsonantengruppen unterbrochen.
- Von stimmhaften Plosiven / Frikativen im Wortinnern geht keine erkennbare tonsenkende Wirkung aus.
- Der durch einen stimmhaften Plosiv oder Frikativ verursachte Tiefton kann nicht nur mitteltonige, sondern auch inhärent hochtonige Silben zu tieftonigen umfärben, d. h. im Konfliktfall gewinnt der Tiefton.

Bei Verben gelten diese Regeln recht strikt. Bei Nomina gibt es zahlreiche Ausnahmen. Wenigstens zum Teil handelt es sich dabei um Lehnwörter aus anderen Sprachen, deren originales Tonmuster beibehalten wurde.

## Personal- und Possessivpronomen
|                             | selbständiges Pronomen | Suffix | Possessivpronomen |
| 1. sg. „ich“                | tēn                    | -n     | nín               |
| 2. sg. mask. „du“           | tām                    | -m     | nə̄mtí             |
| 2. sg. fem. „du“            | tē                     | -ī     | nīītí             |
| 3. sg. mask. „er“           | wə̄, tó                 | -ú     | nūūtú             |
| 3. sg. fem. „sie“           | ā, tá                  | -(r)á  | nāātá             |
| 1. pl. incl. „ich + du/ihr“ | áŋ                     |        | náŋ               |
| 1. pl. excl. „ich + andere“ | áré                    |        | náré              |
| 2. pl. „ihr“                | āŋ                     | -ŋ     | nə̄ə̄tí             |
| 3. pl. „sie“                | yē, té                 | -í     | nēēté             |

Für die 1. Person pl. existieren keine Suffixe.
In der 3. Person stehen die Varianten tó, tá und té:
- immer dann, wenn keine Subjektsrolle vorliegt
- als stärker betonte Formen
- in indirekter Rede bei Subjektsidentität („er sagte, dass er ...“)

## Substantiv
Wenn das Substantiv auf Vokal endet, so fällt dieser Vokal im Kontext ab, also zum Beispiel immer dann, wenn dem Substantiv ein Attribut folgt. Dies gilt aber nicht, wenn dem Vokal eine Konsonantengruppe vorausgeht, weil sonst im Satzzusammenhang eine im Kera unzulässige Abfolge von drei Konsonanten entstehen würde.

### Genus und Numerus
Das Kera besitzt zwei grammatische Geschlechter: Maskulinum und Femininum. Das Geschlecht zeigt sich vor allem in Kongruenzphänomena. In vielen Fällen ist das Geschlecht aber schon der Form des Substantivs anzusehen, denn maskuline Substantiva beginnen oft mit einem Präfix k- (seltener g- oder p-), feminine oft mit einem Präfix t- (seltener d- oder h-).
Nur ein Teil der Substantive bildet Pluralformen, die dann immer recht unregelmäßig sind. Sie haben gewöhnlich ein Präfix k-, teilweise auch ein Suffix -w oder inneren Ablaut.
Beispiele:
| maskulin          | feminin           | plural                |
| pūr „Junge“       | tə̄r „Mädchen“     | kə́már „Kinder“        |
| kóóyá „Hund“      | tóóyá „Hündin“    | kááyá „Hunde“         |
| sēēnə̄ „Bruder“    | nāwrə̄ „Schwester“ | kə̄sāānə̄ „Geschwister“ |
| kúmná „Häuptling“ |                   | kə̄kámnáw „Häuptlinge“ |
|                   | tə́ə́yə́ „Kalebasse“ | kə́ə́yə́w „Kalebassen“   |
|                   | ágày „Hacke“      | kə́gày „Hacken“        |

Viele Substantive bilden keine Pluralform: də̀r „Auge, Augen“.
Begriffe für Unzählbares werden gewöhnlich als grammatische Plurale behandelt und lauten demgemäß auch häufig mit k- an:
- kān „Wasser“
- kāw „Milch“
- kāāɗáw „Gras“
- kīn „Schlaf“
- káásáw „Hirse“

## Adjektiv
Adjektive haben meist differenzierte Formen für Maskulinum, Femininum und Plural, zum Teil mit ähnlichen Präfixen, wie sie für die Substantive beschrieben wurden. Die Formen sind generell recht unregelmäßig. Beispiele:
|           | maskulin | feminin | plural   |
| groß      | bòbló    | mótò    | kə́mtə́ŋ   |
| neu, jung | kīmīrwí  | tēmērwá | kə̄mārwáŋ |
| rot       | kə́ə́lí    | hə̀rlə́   | kə́ə́lə́ŋ   |
| schön     | písí     | pə́sá    | pə́sáŋ    |
| schwarz   | kīsírkí  | sárká   | kə̄sárkáŋ |
| süß       | jìbìdì   | jìbìdə̀  | jìbìdə̀ŋ  |
| weiß      | gìbìrwí  | bə̀rwá   | gə̀bə̀rwə́ŋ |

Einige Adjektive sind aber indeklinabel, z. B. gòdògròy „kurz“.
Adjektive stehen hinter ihrem Bezugswort und kongruieren mit ihm:
- tāāmə̄gá sárká „ein schwarzes Schaf“
- káámáŋ kə̄sárkáŋ „schwarze Schafe“

## Bestimmter Artikel
Das Kera besitzt einen bestimmten Artikel, der demjenigen des Deutschen in seiner Verwendung stark ähnelt. Er besteht aus einem Suffix -ŋ (selten und wohl archaisch -ŋa) mit Polarton, d. h. es steht mitteltoniges -ŋ̄ nach vorangehendem Hochton, hochtoniges -ŋ́ nach vorangehendem Tief- oder Mittelton. Nach einem Konsonanten tritt das -ŋ nicht in Erscheinung und nur der Ton bleibt übrig. Beispiele:
- hə̀lgə́ „Frau“ – hə̀lgə́ŋ̄ „die Frau“
- kūlī „Haus“ – kūlīŋ́ „das Haus“
- hùlùm „Mann“ – hùlùḿ „der Mann“ (statt *hùlùmŋ́)
- tə̄r „Mädchen“ – tə̄ŕ „das Mädchen“
- kə́pàŋ „Baum“ – kə́pàŋ́ „der Baum“

Der Artikel steht hinter allen anderen Attributen:
- kūl bòbló-ŋ̄ „das große Haus“

In Genitivverbindungen kann im Gegensatz zum Deutschen nur ein einziger Artikel stehen, nämlich am Ende der Gruppe:
hàrgá kə́ hə̀lgə́-ŋ̄
Ziege von Frau-ARTIKEL
„die Ziege der Frau“

## Possession

### Inalienabel
Inalienable (unveräußerliche) Possession liegt vor, wenn es sich um den Besitz von Körperteilen, Verwandten und ähnlichem handelt. In diesem Fall tritt das Possessum in eine besondere Form, die man nach Analogie der semitischen Sprachen als status constructus bezeichnen kann. Die Bildung des status constructus ist recht unregelmäßig; meist erfolgt eine Erweiterung am Wortende. Aus Bedeutungsgründen wird aber nur von einer überschaubaren Menge von Substantiven überhaupt ein status constructus gebildet. Auf den status constructus folgt der Possessor entweder in Form eines pronominalen Suffixes (Formen siehe oben im Abschnitt „Personal- und Possessivpronomen“) oder eines gewöhnlichen Substantivs. Eine Kasusmarkierung dieses Substantivs, entsprechend dem deutschen Genitiv, existiert nicht.
Die folgende Tabelle gibt einige Beispiele für Substantive in der Grundform und im status constructus mit hùlùḿ „der Mann“ als Possessor:
| kōr „Blut“             | kōrdə̀ hùlùḿ „das Blut des Mannes“          |
| gèlèr „Fingernagel“    | gèlèrgə̀ hùlùḿ „der Fingernagel des Mannes“ |
| kúsúkí „Fleisch“       | kúsúkdə̀ hùlùḿ „das Fleisch des Mannes“     |
| kámpá „Fuß“            | kāmpār hùlùḿ „der Fuß des Mannes“          |
| kāsī „Hand“            | kās hùlùḿ „die Hand des Mannes“            |
| gə̀gə̀r „Knie“           | gə̀gə̀ə̀rə̀ hùlùḿ „das Knie des Mannes“        |
| cə̄ „Kopf“              | cə̄ə̄rə̄ hùlùḿ „der Kopf des Mannes“          |
| tə̄r „Mädchen, Tochter“ | tə̄rnə̄ hùlùḿ „die Tochter des Mannes“       |

Manche Substantive, vor allem Verwandtschaftstermini wie z. B. „Bruder“, können überhaupt nur im status constructus, also mit explizitem Possessor, gebraucht werden.
Beim Anfügen von Suffixen kommt die Vokalharmonie zum Tragen. Der Vokalwechsel erfolgt entweder im Nominalstamm oder im Suffix. Bei Antritt der Suffixe -i und -u passt sich der Nominalstamm an: So wird ein -a- des Stammes zu -ə-, ein -ə- des Stammes jedoch zu -i-/-u-. Dagegen verändert das Suffix -a der 3. Pers. sg. fem. den Nominalstamm nicht, wird aber seinerseits nach geschlossenem Stammvokal zu -ə.
Das Suffix der 1. Pers. sg. und alle Suffixe der 3. Person sind bei den meisten, jedoch nicht allen Substantiven hochtonig und rufen dann zumeist Hochton auf dem kompletten Wort hervor.
Da für die 1. Pers. pl. keine Suffixe existieren, tritt hier ersatzweise die gewöhnliche status-constructus-Verbindung mit dem Pronomen der 1. Pers. pl. ein.
Als Beispiel das Substantiv cə̄ „Kopf“ mit Suffixen:
| cə́ə́rń        | „mein Kopf“                 |
| cə̄ə̄rə̄m       | „dein(mask.) Kopf“          |
| cīīrī        | „dein(fem.) Kopf“           |
| cúúrú        | „sein Kopf“                 |
| cə́ə́rə́        | „ihr(fem.) Kopf“            |
| cə̄ə̄rə̄ áŋ/áré | „unser Kopf; unsere Köpfe“  |
| cə̄ə̄rə̄ŋ       | „euer Kopf; eure Köpfe“     |
| cíírí        | „ihr(pl.) Kopf; ihre Köpfe“ |

Die Verbindungen von status constructus mit pronominalen Suffixen sind nicht immer komplett vorhersagbar. Weitere Beispiele:
|         | Normalform | status constructus | + „mein“ | + „dein(mask.)“ | + „sein“ |
| Bauch   | -          | gììdə̀              | gììdǹ    | gììdìm          | gììdù    |
| Bruder  | -          | sēēnə̄              | séénń    | sēēnēm          | síínú    |
| Ehefrau | -          | mār                | mārń     | mə̄rām           | mūrú     |
| Eltern  | -          | kámnə̄              | kámnān   | kámnām          | kə́mnū    |
| Fuß     | kámpá      | kāmpār             | ?        | ?               | kə̄mpúrú  |
| Hand    | kāsī       | kās                | káásń    | kāāsām          | kə́ə́sú    |
| Knie    | gə̀gə̀r      | gə̀gə̀ə̀rə̀            | gə̀gə̀ə̀rǹ  | gə̀gə̀ə̀rə̀m        | gùgùùrù  |
| Name    | -          | sám                | ?        | sə̄mām           | sə̄mú     |
| Onkel   | -          | nə̄ə̄nə̄              | nə̄ə̄ndə̀n  | nə̄ə̄ndə̀m         | nūūndù   |
| Rücken  | -          | kērkə̄              | kérkə́n   | kērkə̄m          | kírkú    |
| Sohn    | -          | kōrmə̄              | kōrmōn   | kōrmōyōm        | kūrmūyū  |
| Tante   | -          | nāārə̄              | ?        | nə̄ə̄rām          | nə̄ə̄rú    |

### Alienabel
Alienable Possession wird bei nominalem Possessor durch die Konstruktion Possessum + kə́ + Possessor ausgedrückt:
- kūl kə́ kúmnáŋ̄ „das Haus des Häuptlings“ (kūlī „Haus“)
- hàrgá kə́ hə̀lgə́ŋ̄ „die Ziege der Frau“

Für den pronominalen Possessor steht eine spezielle Reihe von Possessivpronomina zur Verfügung (siehe Tabelle oben):
- kūl nín „mein Haus“
- kə́cə́ŋ nēēté „ihre(pl.) Kühe“

Die Possessivpronomina der 3. Person werden durch -ŋ̄ erweitert, sofern sie mit dem Subjekt referenzidentisch sind:
- wə̄ hàŋ hàrgá nāātá „er nahm ihre (fem.) Ziege“, aber:
- ā hàŋ hàrgá nāātáŋ̄ „sie nahm ihre (eigene) Ziege“

## Demonstrativum
Dem deutschen Demonstrativpronomen „dieser“ entspricht die Reihe tóŋ (mask.) – táŋ (fem.) – téŋ (pl.). Diese Formen werden dem Substantiv nachgestellt:
- hùlùm tóŋ „dieser Mann“

## Verb

### Grundform
Verben besitzen eine Grundform, die einerseits etwa unserem Infinitiv entspricht, andererseits aber auch als Tempusform fungieren kann. Verben werden in dieser Form zitiert.
Das durch die Grundform gebildete Tempus bezeichnet generelle Aussagen ohne genau definierten Zeitbezug. Man kann es teilweise mit dem englischen simple present vergleichen.
Die Grundform endet auf -é oder -í. Die Auswahl der Endung richtet sich nach der Vokalharmonie: Man gebraucht -é nach Stammvokal e, a oder o, dagegen -í nach Stammvokal i, ə oder u.
Die Endung -é/-í ist inhärent hochtonig. Sie wird aber tieftonig, falls das Verb einen durch seinen Anfangskonsonanten verursachten Tiefton hat und dieser von der Endung nur durch einen einfachen Sonoranten getrennt ist (Beispiel hàmè „essen“). Siehe oben im Abschnitt „Vorhersagbarkeit des Tons“.
Die Endung -é/-í fällt im Satzinnern nach einfachem Konsonanten fort:
- hàmè „essen“, aber hàm kúsúkí „Fleisch essen“
- gùsí „kaufen“, aber gùs hàrgá „eine Ziege kaufen“

### Präteritum
Statt -é/-í steht im Präteritum eine Endung -ŋ, der eine Kopie des Stammvokals des Verbs vorangeht. Auch -ŋ ist inhärent hochtonig, so dass das Präteritum immer dasselbe Tonmuster aufweist wie die Grundform.
Verben des Typs félé „finden“ bilden das Präteritum auf -aŋ, weil der Stamm eigentlich *fal- lautet. (In der Grundform findet ein Umlaut *fálé > félé statt.)
Bei kurzen Verben, deren Stamm nur aus Konsonant+Vokal besteht, ist der Vokal des Präteritums aus der Grundform nicht vorhersagbar, z. B.:
- ɗé „gehen“ – ɗéŋ „ging“
- sé „trinken“ – sáŋ „trank“

### Optativ
Einen Optativ bildet man mittels der Endung -la. Dabei erscheint das Verb in seiner reinen Stammform. Die Endung ist vom Verb trennbar und passt sich ihm auch nicht nach den Regeln der Vokalharmonie an. Ein (nominales oder pronominales) Objekt tritt zwischen das Verb und -la.
Zum Ton:
- Folgt das Suffix -la dem Verbalstamm, so ist es grundsätzlich mitteltonig, jedoch tieftonig nach tieftonigem Stamm.
- Folgt das Suffix dem Objekt, so ist es grundsätzlich hochtonig, jedoch mitteltonig nach dem bestimmten Artikel.

Beispiele:
- wə̄ fāl-lā „er möge finden“
- wə̄ fə̄lām-lá „er möge dich finden“
- wə̄ fə̄lū-lá „er möge ihn finden“
- wə̄ fāl kāā lá „er möge Leute finden“
- wə̄ fāl kāŋ́ lā „er möge die Leute finden“
- wə̄ gùs-là „er möge kaufen“
- wə̄ gùs-lá „er möge ihn/sie kaufen“ (gùsú + lá bzw. gùsə́ + lá wird zu gùs-lá zusammengezogen, so dass nur noch der Ton auf der Optativmarkierung auf das Objekt hinweist)
- áŋ ɗēē-lā „wir wollen gehen / lasst uns gehen“

In der 2. Pers. sg. kann der Optativ ohne Subjektspronomen gebraucht werden. Dies entspricht dann unserem Imperativ. Im Plural muss das Pronomen aber stehen:
- hàm-là „iss!“
- ɗēē-lā „geh!“
- āŋ ɗēē-lā „geht!“

### Verbalnomen
Das Verbalnomen, das auch für die Bildung des Progressivs (siehe unten) wichtig ist, stimmt meist mit der Grundform überein, hat also wie dieses eine Endung -é oder -í. Der einzige Unterschied besteht darin, dass sich die tonsenkende Wirkung eines tieftonigen Stammes nicht auf die Endung des Verbalnomens erstreckt.
Beispiele:
- hàmè „essen“ – hàmé „Essen; Nahrung“
- bì „kommen“ – bǐ „Kommen; Ankunft“

### Verb mit Objektssuffixen
Das Verb kann mit denselben Personalsuffixen verbunden werden, die auch als Possessivsuffixe fungieren. Beim Verb bezeichnen sie das Objekt. Die Anfügung der Suffixe bringt allerlei Lautveränderungen des Stammes mit sich. Weiter wird das Suffix -ŋ des Präteritums vor Personalsuffix zu -n-. Als Beispiel werden hier die betreffenden Formen des Verbs félé „finden“ in der Grundform und im Präteritum komplett angeführt:
|                  | Grundform | Präteritum |
| ohne Suffix      | félé      | fə́láŋ      |
| + „mich“         | fə̄lān     | fālnān     |
| + „dich (mask.)“ | fə̄lām     | fālnām     |
| + „dich (fem)“   | fə̄lī      | fə̄lnī      |
| + „ihn“          | fə́lú      | fə́lnú      |
| + „sie (fem.)“   | fə́lá      | fálná      |
| + „uns (incl.)“  | fél áŋ    | fə́láŋ áŋ   |
| + „uns (excl.)“  | fél áré   | fə́láŋ áré  |
| + „euch“         | fə̄lāŋ     | fālnāŋ     |
| + „sie (pl.)“    | fə́lí      | fə́lní      |

Beobachtungen:
- Es gibt keine Suffixe der 1. Person Plural. Ersatzweise wird die normale Form des Verbs mit dem Personalpronomen kombiniert.
- Vor den konsonantischen Suffixen wird eine Kopie des Stammvokals eingefügt, um die Form sprechbar zu machen.
- Die Suffixe -i und -u lösen Stammveränderungen aufgrund von Vokalharmonie aus.
- Stämme mit zugrundeliegendem Stammvokal *-a-, wozu auch das in der Tabelle gezeigte Verb félé „finden“ gehört, zeigen noch weitere Komplikationen: Ein Wandel -a- > -ə- findet sich nicht nur durch Vokalharmonie vor -i und -u, sondern zusätzlich, sofern in offener Silbe stehend, vor -a. Die Grundform lautet félé statt *fálé durch Assimilation.
- Die Suffixe der dritten Person sind inhärent hochtonig. Daher haben Verben mit Suffix der dritten Person immer den gleichen Tonverlauf wie die Grundform und das Präteritum ohne Suffix, zwei Formen, die ebenfalls eine hochtonige Endung haben.
- Verben mit Suffix der ersten oder zweiten Person haben hingegen keinen finalen Hochton. Diese Formen sind daher durchgehend mitteltonig oder (durch Einwirkung eines stimmhaften Konsonanten am Wortanfang) tieftonig.

### Stammformen ausgewählter Verben
Es werden angeführt: die Grundform, das Präteritum, bei transitiven Verben auch deren Verbindungen mit den Objektsuffixen für „mich“ und „ihn“, das Verbalnomen und der Optativ.
|                | Grundform | Grundform + „mich“ | Grundform + „ihn“ | Präteritum | Präteritum + „mich“ | Präteritum + „ihn“ | Verbalnomen | Optativ  |
| essen          | hàmè      | hàmàn              | hə̀mù              | hàmàŋ      | hàmnàn              | hə̀mnù              | hàmé        | hàm-là   |
| finden         | félé      | fə̄lān              | fə́lú              | fə́láŋ      | fālnān              | fə́lnú              | félé        | fāl-lā   |
| geben          | áyé       | āyān               | ə́yú               | áyáŋ       | āynān               | ə́ynú               | áyé         | āy-lā    |
| gehen          | ɗé        | -                  | -                 | ɗéŋ        | -                   | -                  | ɗé          | ɗēē-lā   |
| kaufen         | gùsí      | gùsùn              | gùsú              | gùsúŋ      | gùsnùn              | gùsnú              | gùsí        | gùs-là   |
| kommen         | bì        | -                  | -                 | bə̀ŋ        | -                   | -                  | bǐ          | bə̀ə̀-là   |
| lieben, wollen | bèlè      | bə̀làn              | bə̀lù              | bə̀làŋ      | bàlnàn              | bə̀lnù              | bèlé        | bàl-là   |
| nehmen         | hè        | hàn                | hàw               | hàŋ        | hàànàn              | hə̀ə̀nù              | hě          | hàà-là   |
| schreiben      | jèèrè     | jèèrèn             | jììrù             | jèèrèŋ     | jèèrènèn            | jììrùnù            | jèèré       | jèr-là   |
| sich setzen    | ísí       | -                  | -                 | ə́sə́ŋ       | -                   | -                  | ísí         | ə̄s-lā    |
| suchen         | gòldé     | gòldòn             | gùldú             | gòldóŋ     | gòldònòn            | gùldúnú            | gòldé       | gòldə̀-là |
| trinken        | sé        | sān                | sáw               | sáŋ        | sāānān              | sə́ə́nú              | sé          | sāā-lā   |
| verbrennen     | kí        | kūn                | kúw               | kúŋ        | kūūnūn              | kúúnú              | kí          | kūū-lā   |

Im Wesentlichen lassen sich alle Formen aus den angegebenen Regeln ableiten, allerdings kann es im Einzelfall zu nicht vorhersagbaren Besonderheiten kommen. So liegt bei Formen wie hàn „mich zu nehmen“ eigentlich ein Langvokal zugrunde (*hàà-), der aber in geschlossener Silbe gekürzt wird. Der Langvokal taucht wieder auf in hààrà „sie(fem.) zu nehmen“, wo außerdem noch ein Übergangslaut -r- zwischen Stamm und der Endung -à erscheint.

### Progressiv
Der Progressiv entspricht etwa dem Englischen present progressive oder past progressive und kann häufig als Übersetzung eines deutschen Präsens fungieren. Die Konstruktion lautet: Subjektspronomen – bə̀ - Verbalnomen – (Objekt) – Lokativendung (zu dieser siehe unten). Sie ist etwa als „er ist etwas am tun“ u. ä. zu verstehen. Die Lokativendung -á geht in einem vorhergehenden Vokal auf und ist nur in bestimmten Fällen nach einem Objekt erkennbar.
Beispiele:
- wə̄ bə̀ hàmé „er isst (gerade)“ (-á ist nach hàmé nicht erkennbar)
- wə̄ bə̀ gòldòm-á „er sucht dich (gerade)“
- wə̄ bə̀ gùldú „er sucht ihn (gerade)“
- wə̄ bə̀ hə̀rsí kūlí „er baut (gerade) ein Haus“ (kūlī „Haus“ + -á wird zu kūlí)
- wə̄ bə̀ hə̀rsí kūlíŋā „er baut (gerade) das Haus“

### Futur
Ein Futur wird ausgedrückt, indem das Element yāŋ der Grundform nachgestellt wird:
- wə̄ hàmè „er isst“ – wə̄ hàm yāŋ „er wird essen“
- wə̄ fə́lú „er findet ihn“ – wə̄ fə́lú yāŋ „er wird ihn finden“

Es existiert eine Reihe weiterer Tempora, die hier nicht behandelt werden.

### Pluralstamm
Ein Teil der Verben bildet einen Pluralstamm. Man gebraucht diesen, wenn eine Handlung mehrfach, von mehreren Subjekten (bei intransitiven Verben) oder an mehreren Objekten (bei transitiven Verben) ausgeführt wird.
Im Pluralstamm wird oft ein stimmhafter initialer Konsonant stimmlos, was einen Tonwechsel auslöst, weil die tonsenkende Wirkung des stimmhaften Konsonanten verloren geht:
- gèrè „pflanzen“ – Pluralstamm kéré

Einige kurze Verben fügen einen zusätzlichen Konsonanten an:
- vè „legen“ – Pluralstamm féké

Beispiel:
- wə̄ gə̀ràŋ kə́pàŋ „er pflanzte einen Baum“
- wə̄ kə́ráŋ kə́pàŋ wāāɗē „er pflanzte vier Bäume“

## Adverbiale Ausdrücke

### Lokativ
Die Sprache verfügt über eine Lokativendung -á, die nur noch eingeschränkt gebräuchlich ist. Die Endung ist grundsätzlich hochtonig. In einigen Fällen, so stets nach dem bestimmten Artikel, wird die Lokativendung mitteltonig. Das a geht in einem vorangehenden Vokal auf, so dass der Lokativ dann nur noch durch den Ton oder eventuell auch gar nicht erkennbar ist.
Nur wenige Substantive, sowie auch Ortsnamen können im reinen Lokativ gebraucht werden:
- māālāw „überdachter Bereich zwischen der Hütte der Frau und der Kochstelle, (kurz:) Hof“ – māālə́w-ā „im Hof“
- kúpòr (Ort) – kúpòrá „in Kupor“

Auch in bestimmten auf -a ausgehenden Adverbialien dürfte die Lokativendung enthalten sein:
- kə́nā „hier“
- āpə́ya „oben“
- ádàwrá „unten“

Produktiv ist der Lokativ noch in der Konstruktion Körperteil – Possessor – Lokativendung. Wenn der Possessor nominal ist, wird in dieser Konstruktion zusätzlich auch die Körperteilbezeichnung hochtonig. Beispiele:
- kāāsām „deine(mask.) Hand (auch: deine Hände)“ – kāāsə̄má „in deiner Hand“
- kə̄ə̄sī „deine(fem.) Hand“ – kə̄ə̄sí „in deiner Hand“ (Lokativ nur am Hochton erkennbar)
- kə́ə́sú „seine Hand“ – kə́ə́sú „in seiner Hand“ (Lokativ gar nicht erkennbar)
- kās hùlùm „Hand eines Mannes“ – kás hùlùmá „in der Hand eines Mannes“ (auch kās „Hand“ wird hochtonig)

In vielen Fällen entspricht diese Konstruktion funktional einer deutschen Präpositionalverbindung:
- gùd „Unterteil“
- gùd kə́pə̀ŋ-á „am Unterteil eines Baumes = unter einem Baum“
- gùd kə́pə́ŋā „unter dem Baum“[4]

- kērkə̄ „Rücken, Hinterseite“
- kérkə̄ kə́pə̀ŋá „hinter einem Baum“
- kérkə̄ kə́pə́ŋā „hinter dem Baum“
- kérkə̄ kūlí „hinter einem Haus“ (kūlī „Haus“ + á > kūlí)
- kérkə̄ kūlíŋā „hinter dem Haus“
- kērkə̄má „hinter dir“

- cə̄ə̄rə̄ kūlīŋ́ „der Kopf des Hauses = das Dach“ – cə́ə́rə̄ kūlíŋā „auf dem Dach“

Der Lokativ spielt auch bei der Konstruktion der Progressivform des Verbs eine Rolle (dazu siehe oben).

### Präpositionen
Lokale Adverbialien werden normalerweise gebildet, in dem man den Lokativ mit der Präposition ā kombiniert:
- kə́kə́y „Weg“ – ā kə́kə́y-ā „auf dem Weg“
- kə́ɓə́r „Bett“ – ā kə́ɓə́r-ā „im Bett“
- kōɗōm „dein Platz“ – ā kōɗōm-á „an deinem Platz“

Die Präposition gèr (gèrd-) „bei“ wird entweder mit oder ohne Lokativendung gebraucht; in einem Fall ist die Bedeutung lokal, im anderen direktional:
- gèrd-ə̀n-á „bei mir“ – gèrd-ə̀n „zu mir“
- gìrd-ú (aus *gìrd-ù-á) „bei ihm“ – gìrd-ù „zu ihm“

Eine weitere häufige Präposition ist də̀ „mit“. Verbunden mit Pronominalsuffixen entstehen die Formen:
- də̀ə̀rń „mit mir“
- də̀ə̀rə̀m „mit dir(mask.)“
- dììrì „mit dir(fem.)“
- dùùrú „mit ihm“
- də̀ə̀rə́ „mit ihr“
- etc.

### Dativ
Der pronominale Dativ wird durch nahezu dieselben Suffixe am Verb bezeichnet wie das pronominale direkte Objekt, mit der Besonderheit jedoch, dass die dativischen Suffixe keinen inhärenten Hochton besitzen (auch nicht in der 3. Person).
- wə̄ wə́ə́tú „er sagt es“ – wə̄ wə̄ə̄tū „er sagt ihm“
- wə̄ ə́yú „er gibt ihn“ – wə̄ ə̄yū „er gibt ihm“
- wə̄ gùsnùm „er kaufte dich; er kaufte dir“

Der nominale Dativ wird hingegen mit der Präposition á gebildet. Anstelle der Objektssuffixe kommt es manchmal auch vor, dass á mit dem selbständigen Personalpronomen kombiniert wird.
- á tó „ihm“
- wə̄ ə́y á hə̀lgə́ŋ̄ „er gibt ihn (ə́yú) der Frau“

āy kúsúk lá á kóóyáŋ̄
geben Fleisch OPTATIV DATIV Hund.ARTIKEL
„gib dem Hund Fleisch!“ (kúsúki = „Fleisch“)

## Syntax

### Wortstellung
Die normale Wortstellung ist Subjekt – Verb – Objekt. Weder das Subjekt noch das Objekt werden durch einen besonderen Kasus markiert. Das Subjekt wird durch irgendeinen nominalen Ausdruck, z. B. ein Substantiv oder ein selbständiges Pronomen, realisiert.
mə̄sár hùmùŋ kə́cə́ŋ nēēté wə́rā
Europäer nahmen Kühe ihre weg
„die Europäer nahmen ihre Kühe weg“
Das Verb verliert vor dem Objekt einen auslautenden Vokal, sofern keine Konsonantengruppe vorangeht.
- wə̄ bèl hàmè „er will essen“ (bèlè „wollen“)
- wə̄ gòldé káásáw „er sucht Hirse“
- wə̄ fə́láŋ hùlùḿ „er fand den Mann“

### Nichtverbalsatz
Sätze können mit nominalem oder adverbialem Prädikat ohne Kopula gebildet werden:
- kūlī-ŋ́ bòbló „das Haus (ist) groß“[5]
- mēnsálá nə̄ə̄nd-ə̀n „Mensala(Name) (ist) mein Onkel“

Wenn das Prädikat aus einem mit-Ausdruck besteht, ergibt sich eine Entsprechung zu unserem Verb „haben“:
yē də̀ bèké àblàw
sie mit Vieh viel
„sie (sind) mit viel Vieh“ = „sie haben viel Vieh“

### Negation
Man negiert einen Satz in der Regel durch bà am Ende eines Satzes, der ansonsten normal gebildet wird:
- wə̄ hàmàŋ bà „er aß nicht“
- tēn bèl bà „ich will nicht“

Der Optativ hat allerdings eine spezielle Negation der Form á + Grundform + bà:
- gòldə̀-là „such!“
- á gòldé bà „such nicht!“

Sätze mit nichtverbalem Prädikat (dazu gehört auch die Konstruktion des Progressivs) sind durch pāāpá ... bà zu negieren:
- kūlīŋ́ pāāpá bòbló bà „das Haus ist nicht groß“
- wə̄ pāāpá bə̀ hàmé bà „er isst (gerade) nicht“

### Fragesatz
Fragesätze enthalten grundsätzlich am Satzende das Element mó:
- wə̄ bì yāŋ „er wird kommen“ – wə̄ bì yāŋ mó „wird er kommen?“

Dies gilt auch für Wortfragen. Bei diesen steht das Fragewort nicht wie im Deutschen zwangsläufig am Satzanfang, sondern an seiner normalen syntaktischen Position:
mīntí lə́táŋ nə̄wr-ī mó
wer schlug Schwester-dein FRAGE
„wer schlug deine Schwester?“
wə̄ ānē mó
er wo FRAGE
„wo ist er?“
ā bə̀ŋ də̀ mīntí mó
sie kam mit wer FRAGE
„mit wem kam sie?“

### Nebensätze
Eine häufige Konjunktion ist míntí „dass“:
wə̄ wááté míntí mār-ń ānē mó
er sagt, dass Frau-mein wo FRAGE
„er fragte: Wo ist meine Frau?“
Wenn míntí eines der Elemente bə̀ (mask.) / də̀ (fem.) / gə̀ (plural) vorangestellt wird, entsteht ein Relativsatz:
kō bə̀ míntí yē kééré ádà-ŋ́
Ort REL. dass sie opfern dort-ARTIKEL
„der Ort, an dem sie opfern“

## Wortschatz
Einige Elemente aus dem Grundwortschatz:
| Auge          | də̀r    |
| drei          | sōōpē  |
| eins          | mə̀nà   |
| essen         | hàmè   |
| Frau          | hə̀lgə́  |
| fünf          | wīīɗīw |
| geben         | áyé    |
| gehen         | ɗé     |
| groß          | bòbló  |
| gut           | písí   |
| Hand          | kāsī   |
| hören         | ə́skí   |
| Mann          | hùlùm  |
| Mund          | kū     |
| Name          | sám    |
| sagen         | wááté  |
| sehen, wissen | ásé    |
| vier          | wāāɗē  |
| Wasser        | kān    |
| zwei          | ɓāsī   |